# Integrationsjahrgesetz
Das Integrationsjahrgesetz (kurz IJG) wurde am 19. Juni 2017 als Artikel 1 des Arbeitsmarktintegrationsgesetzes im Bundesgesetzblatt für die Republik Österreich veröffentlicht und trat für Asylberechtigte und subsidiär Schutzberechtigte am 1. September 2017, für Asylwerber, bei denen die Zuerkennung eines Schutzstatus sehr wahrscheinlich ist, am 1. Jänner 2018 in Kraft. Es verpflichtet anerkannte Flüchtlinge und subsidiär Schutzberechtigte, die keinen Arbeitsplatz finden, zu einem Integrationsjahr. Während das Integrationsgesetz Deutschkurse bis A2-Niveau vorsieht, sieht das Integrationsjahrgesetz Kurse ab A2-Niveau vor. Das Gesetz ist Teil eines „Integrationspakets“ der Bundesregierung Kern (SPÖ/ÖVP-Koalition). Ziel des Gesetzes ist es, für Asylberechtigte und subsidiär Schutzberechtigte Maßnahmen zur raschen Eingliederung in den Arbeitsmarkt zu setzen.

## Zielgruppe
Im § 2 IJG wird die Zielgruppe des Gesetzes näher erläutert: Asylberechtigte oder subsidiär Schutzberechtigte, die nach dem 31. Dezember 2014 diesen Status erhalten haben, sowie Asylwerber mit hoher Anerkennungswahrscheinlichkeit, die nach dem 31. März 2017 internationalen Schutz beantragt haben. Teilnahmeberechtigt sind nur Personen, die nicht mehr der Schulpflicht unterliegen, Deutschkenntnisse auf A1-Niveau nachweisen können und arbeitsfähig sind.

## Integrationsjahr
Der § 3 IJG erläutert das Integrationsjahr. So wird es vom Arbeitsmarktservice (AMS) durchgeführt, dauert in der Regel ein Jahr und ist eine modular aufgebaute arbeitsmarktpolitische Förderungsmaßnahme, welches mit einem Bewerbungstraining abschließt. Nicht am Arbeitsmarkt vermittelbare Asylberechtigte und subsidiär Schutzberechtigte werden zur Teilnahme und Mitwirkung im Integrationsjahr verpflichtet, soweit nicht berücksichtigungswürdige Gründe nachgewiesen werden. Asylwerber mit hoher Anerkennungswahrscheinlichkeit sind zur Teilnahme berechtigt. Genannte Personen, die zwar nicht mehr der Schulpflicht, aber der Ausbildungspflicht unterliegen oder ein Studium absolvieren, sind nicht zur Teilnahme verpflichtet.

## Integrationskarte
Gemäß § 4 IJG erhalten Teilnehmer vom AMS eine Integrationskarte, wo der Verlauf der jeweiligen Integrationsmaßnahmen festgehalten wird.

## Maßnahmen
Im § 5 IJG werden die Maßnahmen genannt, die die Teilnehmer während des Integrationsjahrs zu absolvieren haben. Gemäß § 5 Absatz 3 Ziffer 1 bis 8 sind das:
- Kompetenzclearing,
- Deutschkurse ab Sprachniveau A2,
- Abklärung und Unterstützung bei der Anerkennung von Qualifikationen und Zeugnissen,
- Werte- und Orientierungskurse,
- Berufsorientierungs- und Bewerbungstraining,
- Arbeitsvorbereitungsmaßnahmen,
- Arbeitstrainings, die nicht im Rahmen eines Dienstverhältnisses absolviert werden, im Interesse des Gemeinwohls (im Sinne einer gemeinnützigen Tätigkeit) liegen und zugleich der Anwendung und Erweiterung von Kenntnissen und Fertigkeiten dienen, bis zu längstens zwölf Monate dauern können und bei den vom jeweiligen Landeshauptmann gemäß § 4 des Zivildienstgesetzes 1986  (BGBl. Nr. 679/1986) anerkannten Trägern absolviert werden können,
- sonstige Maßnahmen.